# Melanoidinas
Las melanoidinas o moléculas melanoides se generan al someter determinados alimentos a altas temperaturas. Esto se produce cuando una molécula de hidrato de carbono y un aminoácido reaccionan. Este proceso se conoce con el nombre de reacción de Maillard. 
Las melanoidinas son estructuras poliméricas heterogéneas de elevado peso molecular que en su estructura, a diferencia de los polisacáridos, están también participadas por nitrógeno y tienen un color pardo característico. Se forman en las etapas finales de la denominada reacción de Maillard (reacción amino-carbonilo entre aminoácidos o proteínas y azúcares reductores) que tiene lugar durante el horneado, asado o fritura de los alimentos. Las melanoidinas presentan diversas propiedades que inciden en las características organolépticas, funcionales, tecnológicas y nutricionales de los alimentos. Se han evidenciado actividades antioxidantes, antiradicalarias, antimicrobianas entre otras. Diariamente, la población ingiere en torno a 2-10 gramos de melanoidinas y las principales fuentes de exposición son la bebida de café, y los cereales.